# Vlădeni, Iași
Vlădeni là một xã thuộc hạt Iași, România. Dân số thời điểm năm 2002 là 4493 người.